# Konrad Stein
Konrad Stein (ur. 26 marca 1892 w Aschaffenburgu, zm. 15 listopada 1960 tamże) – niemiecki zapaśnik walczący w stylu klasycznym. Olimpijczyk z Sztokholmu 1912, gdzie zajął dziewiętnaste miejsce w wadze piórkowej.

## Letnie Igrzyska Olimpijskie 1912
| Konkurencja          | Rundy eliminacyjne    | Rundy eliminacyjne          | Klas. końcowa |
| Konkurencja          | Przeciwnik I          | Przeciwnik II               | Miejsce       |
| -------------------- | --------------------- | --------------------------- | ------------- |
| 60 kg styl klasyczny | Harry Larsson (SWE) P | Aleksandr Akondinow (RUS) P | 19.           |